# 呉市立吉浦小学校
呉市立吉浦小学校（、英称:Kure City Munipical Yoshiura Elementary School）は、広島県呉市吉浦中町に存在する公立小学校である。

## 沿革

### 開校以後
- 1873年（明治6年）
  - 6月1日 - 訓蒙舎を創立[注 1]。

## 学区

### 通学区域
特段の事情がない限り、以下の町域に居住している児童総員が同校へ通学し以下の中学校へ進学している。
- 呉市立吉浦中学校の学区

### 公共施設
官公庁
- 呉市役所吉浦市民センター
- 呉警察署吉浦交番

自衛隊
- 海上自衛隊
  - 呉造修補給所吉浦貯油所

宗教施設